# Kancionál

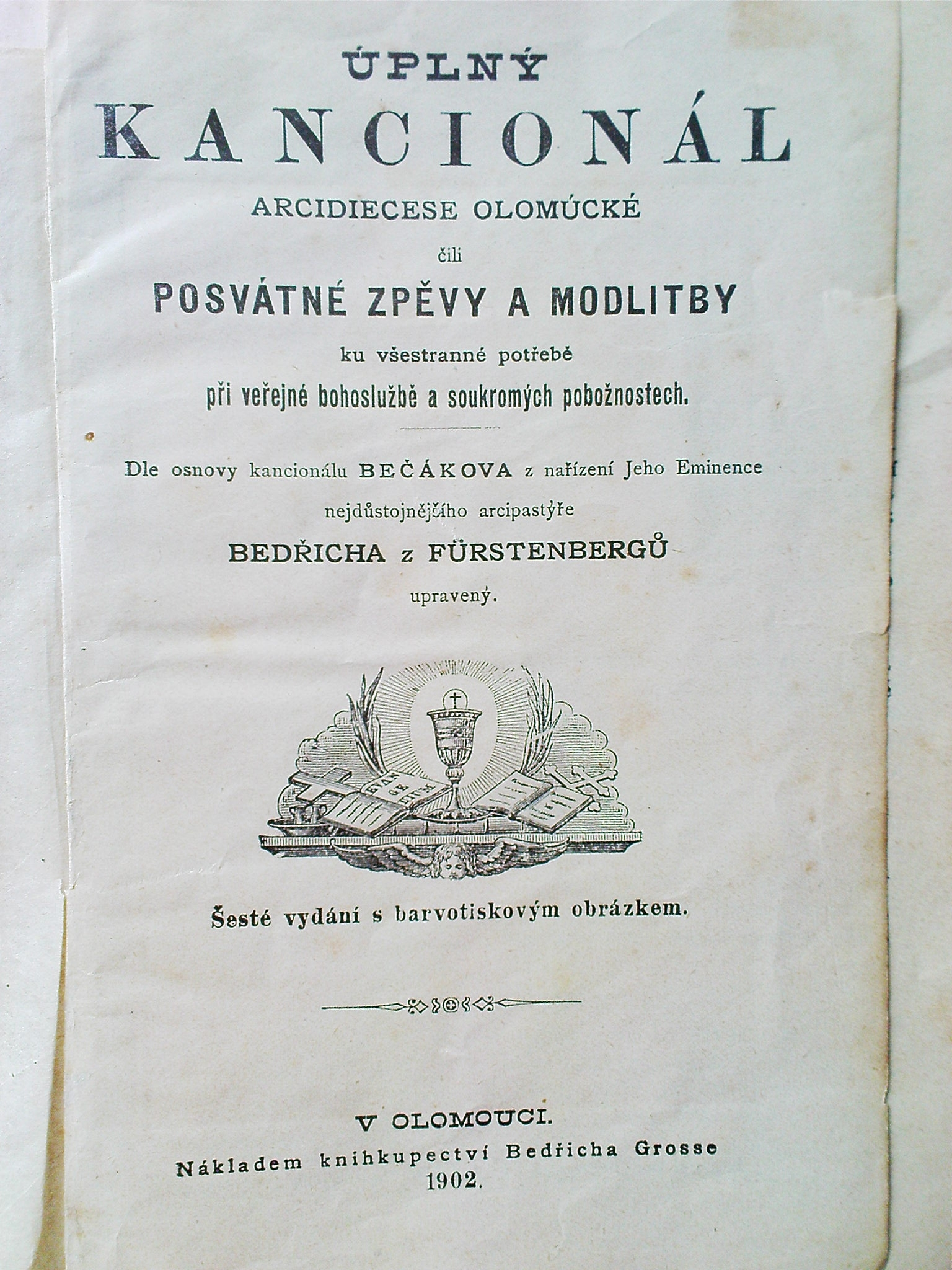
Úplný kancionál Arcidiecese olomúcké čili posvátné zpěvy a modlitby ku všestranné potřebě při veřejné bohoslužbě a soukromých pobožnostech (1902)

Kancionál (z latinského cantio – píseň) je soubor duchovních písní určených pro křesťanskou bohoslužbu a soukromou modlitbu.
Kancionály se v Evropě objevují ojediněle již od středověku, velký nárůst jejich počtu přinesla reformace v 16. století, kdy masové rozšíření kancionálů zároveň umožnil knihtisk. Prvními kancionály českého původu jsou převážně latinské písňové oddíly v rukopisných kodexech 15. století, nejstarším souborem českých písní je písňový oddíl v Jistebnickém kancionále (asi 1430). Na tento typ navazují zpěvníky literátských bratrstev, zejména královéhradecký Codex Franus z roku 1505, Chrudimský graduál z roku 1530, Benešovský kancionál z roku 1575 a rozsáhlý pětisvazkový česko-latinský Graduál od sv. Michala na Novém Městě pražském, dokončený roku 1578. Prvním dochovaným českým samostatným rukopisným kancionálem je Kolínský kancionál z roku 1517 a dále Havlíčkobrodský kancionál pravděpodobně ze 30. let 16. století. Disciplína zabývající se duchovními zpěvy se nazývá hymnologie.
Početné české tištěné kancionály pozdějších období reprezentují například Jednotou bratrskou vydané sbírky písní Šamotulský kancionál z roku 1561 a Ivančický kancionál z roku 1564, které byly připraveny za účasti Jana Blahoslava. Uměleckým vrcholem české kancionálové tvorby jsou raně barokní katolické kancionály Adama Michny z Otradovic Česká mariánská muzika (1647), Loutna česká (1653) a Svatoroční muzika (1661). V současné době jsou v českém křesťanském prostředí nejběžnější katolické zpěvníky tzv. jednotný kancionál (Kancionál – společný zpěvník českých a moravských diecézí, 1973), jakož i Evangelický zpěvník (1979) Českobratrské církve evangelické.

## Název a určení

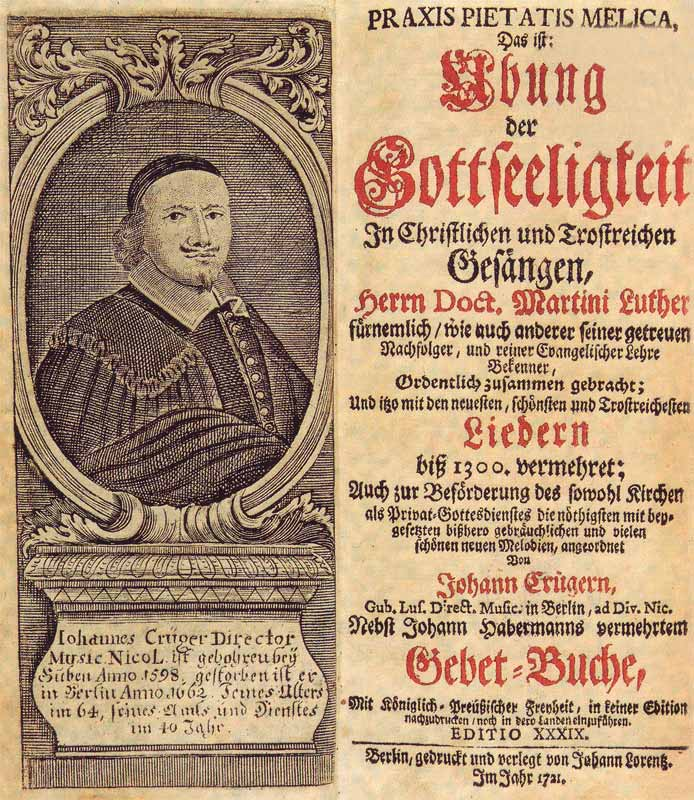
Praxis pietatis melica Johanna Crügera, významný německý kancionál poprvé vydaný v polovině 17. století

Pro písňový soubor se výraz cantionale vyskytuje od 15. století. V české jazykové sféře byly první zpěvníky opatřovány bohatě rozvitými názvy Písně..., Písničky... či Zpěvy... (spojené většinou s adjektivy duchovní, nábožné atd.), podobně v jiných jazycích sloužily názvy Geistliche Lieder, Kirchengesänge nebo Chansons spirituelles. Od nástupu reformace se v Německu začal užívat termín Gesangbuch, který později převládl. V období baroka byly oblíbené opisné alegoricko-poetické názvy jako Cithara sanctorum či Loutna česká. Anglickým protějškem výrazu kancionál je hymnbook.
Podstatný rys kancionálu činí skutečnost, že bývá vytvořen jako výběr ze širšího fondu dobově známých písní. Zásahy do kancionálů při jejich opakovaném vydání svědčí o tom, že tento obsažený písňový výběr je uspořádán relativně volně s množnostmi přeskupování, obměňování, vypouštění či přidávání. Řazení písní je určeno nejčastěji církevním rokem s doplňky dle denních dob a období lidského života, existují však též kancionály monotematické (písně na evangelia, žalmy, písně ke svatým).
Modlitební či přímo liturgický obsah písní tvoří další charakteristický rys kancionálu: jeho užitná funkce je důležitější než otázka autorství. Většinou jde o soubor skladeb různých anonymních autorů, různé doby vzniku a různé provenience. Výjimečný je v tomto směru rejstřík autorů bratrských písní sepsaný roku 1561 Janem Blahoslavem a později v prostředí evangelické církve vytrvale tradovaný, který mnohé autory písní ze 16. století identifikuje. Hranice mezi překladem, parafrází, adaptací a původním dílem je zvláště u písní ze 16. až 18. století velice úzká, neexistuje zde předpoklad pevného autorského tvaru díla. Přesto však známe též kancionály sestavené z textů či hudby jediné, v titulu uvedené osobnosti (Šimon Lomnický, Jiří Strejc, Adam Michna). Svébytnou roli má při tvorbě kancionálu jeho sestavovatel. Přestože není tvůrcem obsažených písní, zůstává autorem daného zpěvníku jako celku. Právě z pozice sestavovatelského přístupu můžeme kancionály rozlišit na tiskařské, kde jsou písně pro nové vydání přebírány bez redakční práce, a na editorské, kde je již patrná výrazná koncepce.
Z hudebního hlediska jsou kancionály především sbírkami jednohlasých strofických písní, jejichž melodie jsou buď notovány, nebo častěji nahrazovány slovními odkazy na příslušný nápěv (zpívá se „jako...“). Specifickou formou této praxe je užívání tzv. obecné noty, tedy libovolné melodie vhodné pro text se čtyřmi verši po osmi slabikách v každé sloce. Kromě písní přinášejí zejména reformační kancionály i zpěvy gregoriánského chorálu, obvykle v překladu do národního jazyka. Vedle souborů jednohlasých písní jsou běžné též kancionály s obsahem vícehlasých písňových úprav (v prostém homofonním čtyřhlasu, polyfonním zpracování či generálbasové sazbě), zejména pro evropskou reformaci jsou tyto formy kostelní písně od počátku charakteristické. Zvláštním hudebním typem kancionálu je chorálník, obsahující jednoduché vícehlasé úpravy písňových nápěvů k varhannímu doprovodu kostelního zpěvu, který je doplňkem kancionálu určeného pro obec věřících.
Funkční určení kancionálu bylo v historii úzce spjaté s rozdílem liturgického pojetí písně v protestantských církvích a v církvi katolické. Reformační církve užívaly od 16. století kancionály pro bohoslužebný zpěv obce věřících, případně zde byly zpěvníky určeny kostelnímu sboru (pro českou oblast jsou typické rozměrné kancionály utrakvistických amatérských měšťanských spolků, podílejících se na chrámovém hudebním provozu, tzv. literátských bratrstev). Naopak katolická církev, v rámci které tvorba kancionálů rozkvétala až od 17. století, pojímala duchovní píseň jako složku mimoliturgickou (postupně pak jako doplněk liturgie), a proto tvořila zpěvníky primárně pro domácí pobožnost. Kancionály však nesloužily jen jako pomůcka zpěvu, ale někdy i k pouhé četbě písňových textů ve funkci jakési veršované biblické dějepravy, mravouky, dogmatiky atd.

## Dějiny kancionálové tvorby v Evropě
Kancionály se v Evropě objevují ojediněle již od středověku. Mezi prameny gregoriánského chorálu lze za jejich předchůdce pokládat hymnáře. Kancionál jako samostatná tištěná či rukopisná kniha písní navazuje dále na písňové soubory zařazované od 14. století do liturgických pramenů s gregoriánským chorálem. Hlavní období rozvoje začíná v 16. století z iniciativy reformace a zásluhou knihtisku.

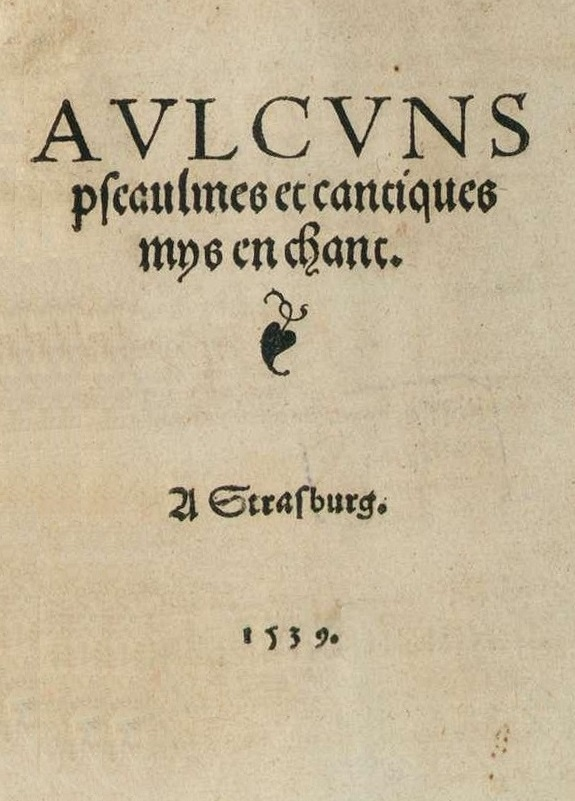
Titulní strana prvního vydání Calvinova Ženevského žaltáře (1539)

Nejpočetnější a nejrůznorodější produkce kancionálů se zrodila díky luterské reformaci v Německu: nejstarší zpěvníky Lutherova okruhu vznikají v letech 1523-24, kmenový repertoár luterského zpěvu shromáždila zvláště řada kancionálů mezi lety 1529 (ed. Joseph Klug ve Vitemberku) a 1545 (ed. Valentin Babst v Lipsku). Hned od počátku se zde objevují i soubory písní ve vícehlasém zpracování (Johann Walter, 1524). Kromě pramenů spojených s Vitemberským okruhem rozšiřují luterský písňový repertoár kancionály štrasburské z let 1524-45. Velký nárůst počtu i rozsahu kancionálů v Německu přineslo 17. století, kdy kromě oficiálních kancionálů jednotlivých zemských církví vzniká i množství zpěvníků pro privátní zbožnost. Nejvýznamnějším kancionálem této doby je Praxis pietatis melica Johanna Crügera. V úzké závislosti na německém evangelickém zpěvu se vyvíjely kancionály ve Skandinávii i v německých oblastech Švýcarska.
Samostatnou historii má kancionál ve francouzských oblastech Švýcarska a ve Francii. Zde ve službách kalvinismu vznikl a nabyl monopolního postavení soubor žalmových písní, tzv. Ženevský žaltář. Toto francouzské přebásnění biblické knihy žalmů, pro které byly zkomponovány nové či převzaty starší melodie (zejm. Louis Bourgeois, 1547) vznikalo od roku 1539 z přímé iniciativy Jana Kalvína. Žaltář pak vycházel dále v nesčetných edicích a stal se nejrozšířenějším kancionálem všech dob, přeložený do více než 20 jazyků. Objevoval se též v různých vícehlasých úpravách, z nichž nejrozšířenější byly čtyřhlasé verze Clauda Goudimela z roku 1565. Zpěv žalmů převažoval až do 18. století také v Anglii a ve Skotsku, kde byly vydávány vlastní řady písňových žaltářů v angličtině.
Ve střední Evropě se setkávaly vlivy různých reformačních konfesí a protireformace, což mělo vliv na mnohotvárnost místní kancionálové produkce. V Polsku kromě řad luterských a reformovaných zpěvníků a polských verzí kancionálů českých bratří patří k cenným pramenům vícehlasé Melodie na psalterz polski z roku 1580 (Mikołaj Gomółka, Jan Kochanowski). V Uhrách se objevují luterské zpěvníky v maďarském jazyce od roku 1536, souvislá řada kancionálů pak vychází v 17. a 18. století v Levoči. Cenná je též tradice zdejšího katolického kancionálu, jejíž osou je ediční řada Cantus catholici. Samostatnou větev kancionálové tvorby si přes svou závislost na Uhrách vytvořilo Slovensko, které samostatně rozvíjelo podněty českého a německého reformačního zpěvu. Hlavním slovenským kancionálem je dílo českého exulanta Jiřího Třanovského Cithara sanctorum (zároveň nejrozšířenější český protestantský kancionál), vydávané od roku 1636 v postupně proměňovaných edicích.

## Kancionálová tvorba v českých zemích
České země zaujímají významné postavení v dějinách kancionálu především v epoše od sklonku středověku do třicetileté války, což souvisí s intenzivním a specifickým rozvojem reformace v této oblasti. Osobitý je zvláště repertoár rukopisných písňových souborů 15. století, tištěné kancionály se zde pak objevují s časovým předstihem před ostatní reformační Evropou. Zároveň jsou však tisky 16. století ve srovnání s Evropou charakteristické úplnou absencí písňového vícehlasu.

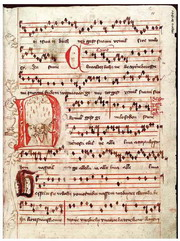
Stránka Jistebnického kancionálu (kolem roku 1430)

Prvními kancionály bohemikálního původu jsou písňové oddíly v rukopisných kodexech 15. století s gregoriánským chorálem. Přinášejí převážně latinské duchovní písně, dochované soubory českých písní reprezentuje písňový oddíl v Jistebnickém kancionále (cca 1430). Tento typ „skrytého“ rukopisného kancionálu, jenž je většinou součástí graduálu, nacházíme až do poloviny 16. století, přičemž rozsahově vrcholí velkými zpěvníky literátských bratrstev – Královéhradeckým Codexem Franus z roku 1505 a Chrudimským graduálem z roku 1530.
Samostatné písňové soubory máme dochované až ze 16. století. K nejstarším patřily patrně sbírky písní na evangelia a Starý zákon od Václava Miřínského (zemřel 1492), jež jsou však známy až z opisů a tisků 16. století. Prvním přímo dochovaným samostatným rukopisným kancionálem je Kolínský kancionál z roku 1517 a dále Havlíčkobrodský kancionál pravděpodobně ze 30. let 16. století. Jen málo rukopisných zpěvníků literátských bratrstev obsahuje výlučně vícehlasé skladby. Nejdůležitější z nich je Benešovský kancionál z roku 1575, rozsáhlý pětisvazkový česko-latinský Graduál od sv. Michala na Novém Městě pražském, dokončený roku 1578, a kancionály Sedlčanský a Příborský z počátku 17. století.

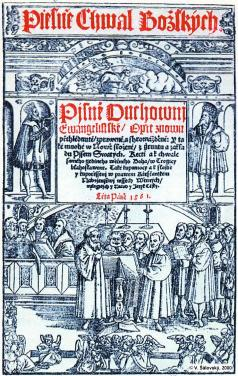
Titulní strana Blahoslavova Šamotulského kancionálu (1561)

Jako první reformační církev v Evropě využila Jednota bratrská v kancionálové tvorbě nové možnosti knihtisku. V jejím okruhu vznikla nejcennější, nejvlivnější a také nejdelší ediční řada tištěných kancionálů u nás. Prvním kancionálovým tiskem v Evropě jsou tak pražské Písničky z roku 1501, jež jsou sice zřejmě jen neoficiálním, soukromým bratrským tiskem, tvoří však jednoznačně jádro pozdějších bratrských kancionálů. Prvním českým notovaným je mezi nimi tzv. Rohův kancionál z roku 1541, za kanonické dílo byl Jednotou bratrskou považován však především pozdější tzv. Šamotulský kancionál z roku 1561 a Ivančický kancionál z roku 1564, který byl základem pro všechna další vydání, uskutečňovaná poté v Kralicích. Za touto vzorovou redakcí stál především Jan Blahoslav. Významným a specifickým rysem bratrské hymnografie je právě především díky Blahoslavovi skutečnost, že ji provázela promyšlená literárněhistorická, kritická a teoretická reflexe zveřejněná například v Muzice či Gramatice. Kalvínský vliv představuje v tvorbě Jednoty bratrské překlad ženevského žaltáře do češtiny od Jiřího Strejce, který vyšel poprvé roku 1587 v Kralicích. Okamžité velké rozšíření a přetiskování Strejcových žalmů bylo způsobeno také faktem, že žalmové písně neupadají do traktátového poučování, ale vyznačují se smyslovou názorností a jasným humanistickým slohem.
Kromě již zmiňovaných rukopisných zpěvníků literátských bratrstev rozkvétala i tištěná kancionálová tvorba utrakvistů, která hlavně v Čechách z kvantitativního hlediska zcela dominovala. Hlavními edicemi této konfese jsou pražské tisky z let 1522 a 1531 (spojované v literatuře se jménem Václava Miřínského), olomoucké tisky z let 1559 a 1596 a pražský kancionál z roku 1606. Jejich zvláštní odnoží je 5 nenotovaných vydání kancionálu jihomoravské sekty bratří habrovanských.
Na Moravě se měla možnost rozvinout tvorba českých luteránů, neboť moravská šlechta si až do konce 16. století uhájila dobově mimořádnou svobodu pro evangelické konfese. Pro potřeby moravských evangelíků sestavil kancionál Jakub Kunvaldský, nejrozsáhlejším českým tištěným zpěvníkem předbělohorské doby se pak stal moravským luteránům určený kancionál Tobiáše Závorky Lipenského, který vyšel v roce 1606.
Nejstarším katolickým zpěvníkem je Voytův kancionál z roku 1588, na nějž navázal hlavní katolický soubor písní předbělohorské éry od Jana Rozenpluta z roku 1601. Lze v něm sledovat jednotlivé tendence potridentského katolicismu.

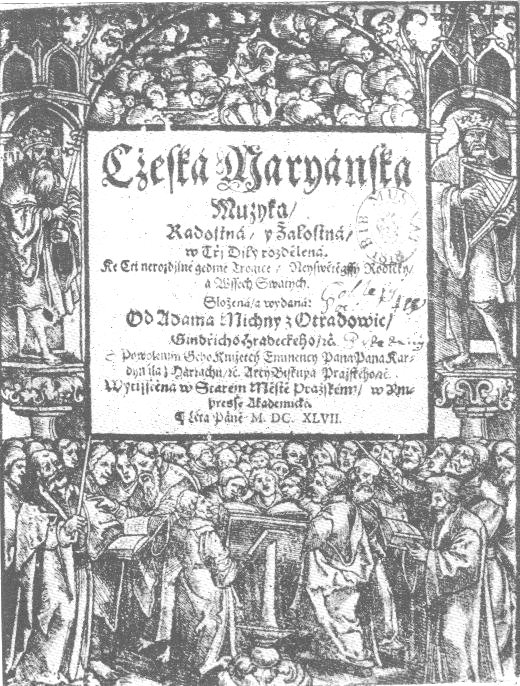
Titulní strana Michnovy České mariánské muziky (1647)

Vítězstvím protireformace v roce 1620 končí dosavadní konfesijní diferenciace – až do tolerančního patentu je veškerá oficiální produkce kancionálů katolická, kdežto reformační tradice přechází do exilu nebo do ilegality. Přesto počet kancionálů v 17. a 18. století výrazně roste. Po roce 1620 proniká do českých tištěných kancionálů vícehlas ve formě jednoduché homofonie nebo generálbasového doprovodu. Nový styl raně barokní duchovní písně u nás prosadily zvláště kancionály Adama Michny z Otradovic (Česká mariánská muzika 1647, Loutna česká 1653, Svatoroční muzika 1661) a dále kancionál Jesličky od jezuity Bedřicha Bridela z roku 1658 a Zdoroslavíček (1655), Felixem Kadlinským přeložený proslulý písňový cyklus Friedricha von Spee. Hlavní oficiální katolický kancionál pobělohorské éry s jednohlasými melodiemi vytvořil jezuita Matěj Václav Šteyer v roce 1683. Dalšími významnými edicemi této doby jsou Slavíček rajský Jana Josefa Božana z roku 1719 a Capella regia musicalis Václava Holana Rovenského z roku 1693, kde jsou kromě generálbasové sazby a homofonního vícehlasu zařazeny již také malé vokálně-instrumentální árie. Přelomovým zpěvníkem, byť dobově obtížně přijímaným, je výbor Normálních zpěvů z roku 1784, jenž úzce souvisí s rozsáhlými reformami, kterými císař Josef II. zasáhl do liturgického chrámového provozu. Vychází z něj hlavní katolický kancionál přelomu 18. a 19. století pořízený Tomášem Fryčajem.
Josefinské reformy zdůrazňovaly formu mše s aktivním zpěvem věřících a vyzdvihly tak ne zcela nový, ale pro 19. století rozhodně charakteristický typ mešní písně (parafrázují texty ordinaria, zatímco místo textů propria přinášejí popis liturgického dění). Starší či nově tvořené mešní písně se tedy staly důležitou repertoárovou vrstvou dobových katolických kancionálů. K nejvýznamnějším českým hymnologickým počinům 19. století patří tzv. Svatojanský kancionál, jenž vyšel ve dvou dílech v letech 1863-1864 a byl pojat jako výběrová reedice Šteyerova kancionálu, rozšířená a doplněná o vrstvu nových písní. Po uzákonění svobody spolčování v Rakousku v roce 1860 měl tento zpěvník přispět k obnově literátských bratrstev, zrušených Josefem II.
Kancionály českých pobělohorských exulantů vytvořily samostatnou vývojovou linii, jež se v 17. a 18. století pěstovala zvláště v oblastech Saska a Braniborska, kde si exulanti uhájili vlastní církevní organizaci i rodný jazyk. Je v nich udržováno dědictví předbělohorského bratrského repertoáru, který je obohacován výběrem z Třanovského Cithary sanctorum, novou exulantskou tvorbou a hlavně četnými překlady z němčiny. Jako hlavní inspirační pramen sloužil kancionál sestavený Janem Amosem Komenským, vydaný roku 1659 v Amsterdamu. Největší exulantské kancionály sestavili Václav Klejch (1717), Jiří Sarganek (1737) a Jan Theofil Elsner (1753). Pozdější vydání Elsnerova kancionálu pak spolu novým pražským kancionálem Štěpána Lešky z roku 1786 zakládá obnovenou řadu evangelických kancionálů v českých zemích po tolerančním patentu.

### Dnes užívané zpěvníky

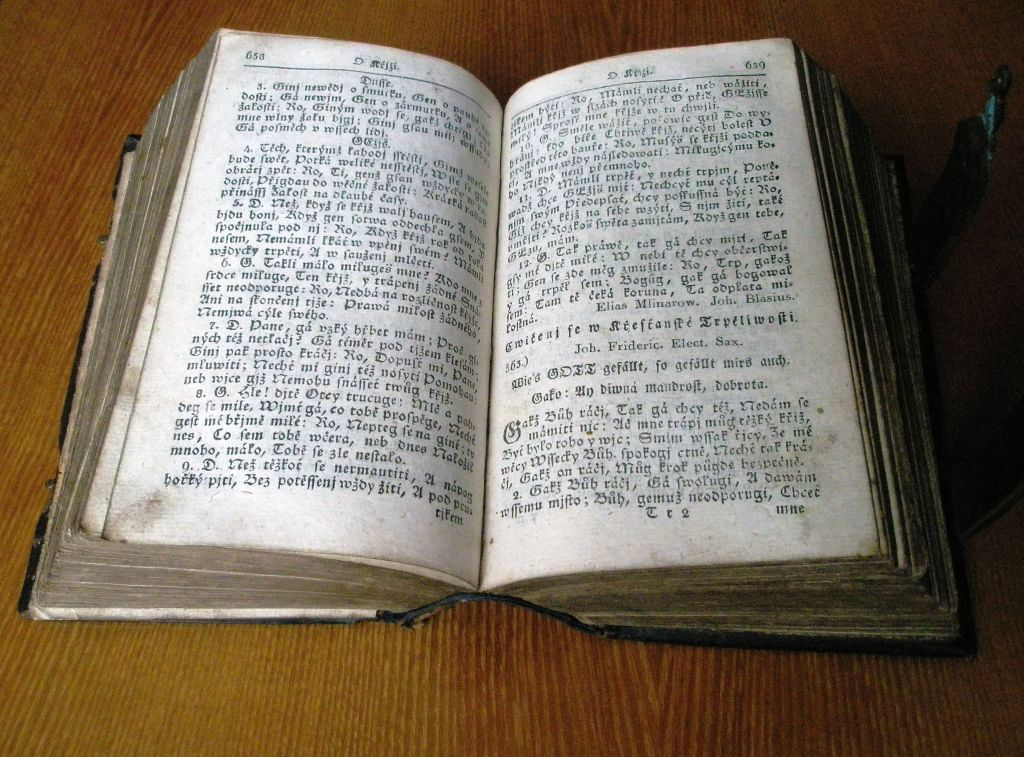
Evangelíci až do 20. století používali své tradiční kancionály: reedice Třanovského reformačního kancionálu Cithara sanctorum z roku 1828

Významný návrat k historickému duchovnímu zpěvu znamenalo v prostředí katolické církve vydání Českého kancionálu Dobroslava Orla v roce 1921. Naprostá preference staročeského repertoáru byla sice později často kritizována, díky vysoce zasvěcenému kritickému přístupu jeho sestavovatele však dodnes tvoří tento zpěvník jedinečné dílo v rámci české katolické hymnografie. V současné době patří k nejrozšířenějším tzv. jednotný kancionál (Kancionál – společný zpěvník českých a moravských diecézí)[zdroj?], vycházející v opakovaných vydáních od roku 1973. Mezi dnes používané poutní zpěvníky patří Radostná cesta k Staré Matce Boží Žarošské (1942, 2013) Antonína Kolka a Salve Regina: poutnický kancionál pro poutě a laické pobožnosti (1992, 2015) Františka Malého.
Českobratrská církev evangelická, spojující od roku 1918 věřící augsburského a helvetského vyznání a navazující na českou reformaci, vytvořila první jednotný zpěvník v roce 1923. I zde bylo přihlíženo k historickým zdrojům, zvláště byl však shromážděn písňový fond tolerančních zpěvníků a nově přidány písně převzaté z anglosaského probuzeneckého hnutí. Dnes je v Českobratrské církvi evangelické užíván Evangelický zpěvník z roku 1979 s dodatkem z roku 1999. Od roku 2004 pracuje pověřená komise na tvorbě zpěvníku nového.
Písně a oddíly písní určené nebo používané ke mším zaměřeným na mládež jsou obsaženy i ve zpěvnících křesťanského rytmického kytarového popu. Začátkem 80. let se používaly zpěvníky Magnificat (ekumenicky zaměřen, bez tiráže, „ilegálně“ dováženo ze Západu), Cantate (oficiálně vydala kolem poloviny 80. let Cyrilometodějská bohoslovecká fakulta v Litoměřicích „jen pro vnitřní potřebu“, bez data a s údajem „Povoleno pod ev. č. 202“, avšak bylo hojně šířeno rovněž jako samizdat, v roce 1991 vyšla veřejná reedice v nakladatelství Cor Jesu Český Těšín), Hosana (nakladatelství Portál, od roku 1993 vyšly postupně 3 díly), existují či existovaly i speciálněji zaměřené zpěvníky, např. Hlaholík, Effatha i další.

## Číslování písní
Společný zpěv účastníků bohoslužby z kancionálů vyžaduje včasnou domluvu, aby si každý mohl včas nalistovat příslušnou stránku. Mnohde k tomu postačí ústní sdělení duchovního, varhaníka nebo jiného člověka organizujícího zpěv. Zejména se zavedením „jednotných kancionálů“ v římskokatolické církvi v české provincii se však stalo standardem návěštění čísel písní na speciálních tabulích umístěných v čele kostela, například na kazatelně nebo některém sloupu. Často se používají tabule, do nichž lze zasouvat tabulky s jednotlivými číslicemi, obvykle umožňující vyznačit několik písní na celou bohoslužbu; nověji je mnoho kostelů vybaveno elektronickým informačním systémem s LED displejem, který může zobrazovat číslo aktuální písně. „Jednotný kancionál“ označil písně trojcifernými čísly, z nichž první číslice je příznačná pro příležitost nebo liturgické období, pro něž je píseň určena. U jiných kancionálů, kde písně nejsou číslovány, se k rychlé orientaci používá například číslo stránky.

## Prameny
- Jan Blahoslav; Václav Solin. Pjsně Duchownj Ewangelistské, opět znowu přehlédnuté, zprawené a shromážděné: Y také mnohé wnowě složené, z gruntu a základu Pjsem swatých: Ke cti a k chwále samého gediného, wěčného Boha .... Ivančice: Tiskárna Jednoty bratrské, 1564. Dostupné online. S. [4], 376, [11] l.. "Ivančický kancionál".[nedostupný zdroj]

## Výběr literatury k české hymnologii
syntetická pojednání
- Lexikon české literatury : osobnosti, díla, instituce. Díl 4, sv. II, U–Ž, dodatky A–Ž. Praha: Academia, 2008. Heslo Kancionál (s. 1899–1916).
- Konrád, Karel: Dějiny posvátného zpěvu staročeského. 2 sv. Praha 1881, 1893.
- Škarka, Antonín: Půl tisíciletí českého písemnictví. Praha: Odeon, 1986.

speciální studie
- Bednář, Zdeněk: Šimon Lomnický z Budče – Kancionál z roku 1580, diplomová práce, FF UK, Praha 1970
- Bužga, Jaroslav: Capella Regia Musicalis Václava Karla Holana Rovenského, in: Časopis Národního musea (oddíl věd společenských) CXXIV, 1955, s. 154–170
- Bužga, Jaroslav: Slavíček rajský Jana Josefa Božana, in: Časopis slezského musea V, 1956, s. 31–46
- Černý, Jaromír et alii: Historická antologie hudby v českých zemích (do cca 1530), Koniasch Latin Press, Praha 2005
- Frei, Jan: Písně Jistebnického kancionálu, diplomová práce, FF UK, Praha 1995
- Frydrych, Karol: 240 let brněnské diecéze – Kancionálová produkce v brněnské diecézi - 1. díl, in: Zpravodaj Musica sacra 25, Brno 2017, roč. 25, č. 3, s. 14–17
- Frydrych, Karol: 240 let brněnské diecéze – Kancionálová produkce v brněnské diecézi - 2. díl, in: Zpravodaj Musica sacra 25, Brno 2017, roč. 25, č. 4, s. 2–7
- Frydrych, Karol: 240 let brněnské diecéze – Kancionálová produkce v brněnské diecézi – 3. díl. in: Zpravodaj Musica sacra, Brno, 2017, roč. 25, č. 5, s. 9–14. ISSN 2336-5374
- Frydrych, Karol: Farní cyrilská jednota v Prostějově v kontextu historického vývoje cecilianismu a cyrilismu. Závěrečná práce. Brno: Masarykova univerzita, Pedagogická fakulta, Katedra hudební výchovy, 2020, s. 43–47
- Frydrych, Karol: Kancionály brněnské diecéze jako muzikologický pramen. In Malé osobnosti veľkých dejín – veľké osobnosti malých dejín IV. Príspevky k hudobnej regionalistike. Bratislava: Slovenská muzikologická asociácia a Slovenské národné múzeum-Hudobné múzeum, 2018, s. 38–74. ISBN 978-80-8060-445-5
- Frydrych, Karol: Radostná cesta k Staré Matce Boží Žarošské in: Zpravodaj Musica sacra, Brno, 2014, roč. 22, č. 4, s. 4–6. ISSN 2336-5374.
- Frydrych, Karol: Radostná cesta k Staré Matce Boží Žarošské jako zdroj inspirace. in: Věstník Historicko-vlastivědného spolku Žarošice, Žarošice, 2017, č. 26, s 46–51. ISSN 2533-4247.
- Holeton, David R., Vlhová-Wörner, Hana (ed.): Jistebnický kancionál, sv. 1: Graduale, nakl. L. Marek, Brno 2005
- Hrejsa, Bohuš: Kancionály Jednoty bratrské, disertační práce, FF UK, Praha 1946
- Hrejsa, Bohuš: Kancionály v Jednotě bratrské, in: Reformační sborník IV, 1931, s. 11–47
- Jireček, Josef: Hymnologia Bohemica. Dějiny církevního básnictví českého až do XVIII. století, Královská česká společnost nauk, Praha 1878
- Jireček, Josef: Rukověť k dějinám literatury české do konce XVIII. věku, B. Tempský, Praha 1875
- Jireček, Josef: Jakub Kunvaldský a jeho kancionál, in: Časopis matice moravské VI, 1874, s. 1–6
- Konrád, Karel: Božanův kancionál, in: Cecilie IV, 1877, s. 46-47, 67–74
- Kouba, Jan: Blahoslavův rejstřík autorů českobratrských písní, in: Miscellanea musicologica XVII, 1962, s. 1–174
- Kouba, Jan: Václav Klejch a jeho "Historia o vydání kancionálů v národu českém", in: Miscellanea musicoligica XIII, 1960, s. 61–203
- Kouba, Jan: Kancionály Václava Miřínského, in: Miscellanea musicologica VIII, 1959, s. 1–147
- Kouba, Jan: Nejstarší české písňové tisky do roku 1550, in: Miscellanea musicologica XXXII, 1988, s. 21–90
- Kouba, Jan: Nejstarší český tištěný kancionál z roku 1501 jako hudební pramen, in: Acta universitatis Carolinae, Philosophica et historica II, Praha 1965, s. 89–138
- Kouba, Jan: Německé vlivy v české písni 16. století, in: Miscellanea musicilogica XXVII-XXVIII, 1975, s. 117–177
- Kouba, Jan: Příspěvky ke zpěvu Jednoty bratrské, diplomová práce, FF UK, Praha 1955
- Kouba, Jan: Slovník staročeských hymnografů (13.-18. století), Praha 2017
- Kouba, Jan: Vzájemný poměr kancionálu Šamotulského a Evančického, in: Miscellanea musicologica I, 1956, s. 25–31
- Láník, Antonín: Dp. František Poimon, in: Věstník Historicko-vlastivědného spolku Žarošice, Žarošice, 2021, č. 29, s. 73–75
- Lehár, Jan: Česká středověká lyrika, Vyšehrad, Praha 1990
- Moeseritz, Annekatrin: Die Weisen der Böhmischen Brüder von 1531, Inaugural-Dissertation 	zur Erlangung der Doktorwürde der Philosophischen Fakultät der Rheinischen Friedrich-Wilhelms-Universität zu Bonn, Bonn 1990
- Müller, Josef Theodor: Hymnologisches Handbuch zum Gesangbuch der Brüdergemeine, Verlag des Vereins für Brüdergemeine, Herrnhut 1916
- Nejedlý, Zdeněk: Dějiny husitského zpěvu za válek husitských, 2. díl, Jubilejní fond král. české společnosti nauk, Praha 1913
- Nejedlý, Zdeněk: Dějiny husitského zpěvu, 6 sv., ČSAV, Praha 1954–1956
- Orel, Dobroslav: Franusův kancionál z roku 1505, Praha 1922
- Orel, Dobroslav: Hudební prvky svatováclavské, in: Svatováclavský sborník II-3, Praha 1937
- Podobský, Jaroslav: Kaple královská, Železný Brod 1948
- Říčan, Rudolf: Kancionál Jana Theofila Elsnera, in: Theologická příloha Křesťanské revue XX, 1953, s. 65–74
- Říčan, Rudolf: Elsnerův kancionál v dalších vydáních, in: Theologická příloha Křesťanské revue XXI, 1954, s. 154–170
- Sborník k 300. výročí kancionálu Cithara Sanctorum, Učená společnost Šafaříkova, Bratislava 1936
- Sehnal, Jiří: Český zpěv při mši, in: Hudební věda XXIX, 1992, č. 1, s. 3–15
- Sehnal, Jiří: Die Entwicklungstendenzen und Stilschichten im tschechischen barocken Kirchenlied, in: Musica Antiqua III, Acta scientifica, Bydgoszcz 1972, s. 127–16
- Sehnal, Jiří: Nejstarší český katolický kancionál. in: Zpravodaj Musica sacra, Brno, 2018, roč. 26, č. 1, s. 9–14. ISSN 2336-5374
- Sehnal, Jiří: Písně Adama Michny z Otradovic (1600–1676), in: Hudební věda XII, 1975, č.1, s. 3–45
- Schoenbaum, Camillo: Jan Joseph Božans Slavíček rájský (Paradiesnachtigal 1719) und die tschechischen katolischen Gesangbücher des XVII. Jahrhunderts, in: Studia Hieronimo Feicht septuagenario dedicata, Kraków 1967, s. 252–268
- Slavický, Tomáš: Cesta k věčné spáse. Sto let brněnského diecézního kancionálu (1915) in: Varhaník: časopis pro varhanickou praxi, Kostelní Vydří: Karemelitánské nakladatelství s. r. o., 2015, č. 6, s. 17–18. ISSN 1212-5334.
- Smyčková, Kateřina: Růže chuti přerozkošné. Antologie moravských rukopisných kancionálů 17. a 18. století, Filozofická fakulta Univerzity Karlovy, Praha 2015 (recenze díla dostupná on-line zde)
- Škarpová, Marie: "Mezi Čechy, k pobožnému zpívání náchylnými." Šteyerův Kancionál český, kanonizace hymnografické paměti a utváření katolické identity v 17. století. Praha: Univerzita Karlova, Filozofická fakulta, 2015. ISBN 9788073085476
- Tichá, Zdeňka: Zdoroslavíček Felixe Kadlinského, in: Listy filologické XCI, 1968, č. 4, s. 429–439
- Trolda, Emilián: Loutna česká Adama Michny z Otradovic, in: Vlast XLVI, 1930, s. 392-402, 465–470
- Žůrek, Jiří a kol.: Hymnorum Thesaurus Bohemicus, http://www.clavmon.cz/clavis/index.htm, vyhledáno 30. 11. 2006